# 丁敬

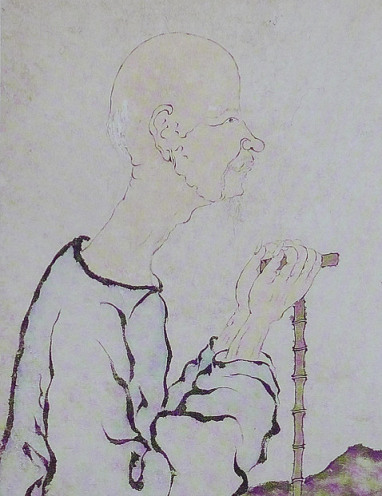
丁敬

丁 敬（てい けい、1695年 - 1765年）は、中国清朝中期の篆刻家・書家・詩人である。中国篆刻の二大流派のひとつである西泠印派（浙派）の祖となる。
字は敬身、号は鈍丁・硯林・硯叟・玩茶叟・龍泓外史など。杭州府銭塘県の人。

## 略伝
家は貧しく、酒屋を生業とした。若いうちから書籍を好み収集する。深く鑑賞し書画の鑑別家として著名となった。広く学問を修養して博学鴻詞科に推薦されたがこれを辞退。生涯、仕官することなく布衣として過ごした。
何震が興した新安印派は装飾性の追究に明け暮れ、すでに本源を失い停滞して勢いがなかった。浙江は莆田派の林皋の影響下であったが同じく衰退しつつあった。丁敬は、何震や朱簡に影響を受けるも各方面の長所を取り入れ、篆刻芸術のバイブルとなっていた吾丘衍『学古編』に必ずしも従わず、自らの研究した金石学を法とした。生気に満ちた篆刻を復活し、停滞感を打破した。この主張は魏錫曽の『論印詩』に寄せられた彼の1首に要約されている。またその功績は汪啓淑の『続印人伝』に詳しい。
丁敬を継いだ黄易・蔣仁・奚岡と併せて西泠四家と称され、さらに後の陳豫鍾・陳鴻寿・趙之琛・銭松と加えて西泠八家と称する。
西泠印社が出版した『西泠四家印譜』（1965年）に丁敬の印が集められている。なお、この印譜は何元錫・何樹父子の拓本が元となっている。

## 著書
- 『武林金石録』
- 『硯林印譜』
- 『硯林詩集』